# L'uomo del fiume
L'uomo del fiume (Le Crabe-tambour) è un film del 1977 diretto da Pierre Schoendoerffer. 
Il soggetto, ispirato ad alcuni episodi della vita del tenente di vascello francese Pierre Guillame, è tratto da un romanzo dello stesso regista nonché sceneggiatore. 
Nel 1978 la pellicola venne premiata ai Premi César per la miglior fotografia, a Raoul Coutard, miglior attore a Jean Rochefort e miglior attore non protagonista a Jacques Dufilho.

## Trama
Un comandante della Marine nationale affetto da un cancro ai polmoni allo stato terminale, nasconde la sua malattia per effettuare un'ultima missione sulla nave di cui ha il comando, l'escorteur d'escadre Jauréguiberry, diretta verso i banchi di Terranova.
Nel suo equipaggio c'è un ufficiale medico che, come lui, anni addietro, servì l'esercito in Indocina. Quando accennando alla sua esperienza, evoca la figura del pittoresco tenente Willsdorff, viene pregato di non parlare di cose che non riguardino la navigazione, quando si è sul ponte. Poi però è lo stesso Comandante ad invitarlo a pranzo e colloquiare privatamente con lui. Si scopre quindi che dopo che l'ufficiale medico ne perse le tracce, il tenenete Willsdorff, soprannominato "Granchio Tamburo", ebbe ancora molte disavventure, tutte ben note allo stesso Comandante. Questi infatti lo raccolse alle Maldive quando, dopo una lunga prigionia presso le truppe vietnamite, comincio a navigare in solitaria. 
In seguito il Comandante narra l'episodio centrale nella sua vicenda umana con Willsdorff. Questi infatti, prese parte al colpo di stato che alcuni ufficiali fecero nel 1961 nell'ambito della Guerra d'Algeria, ribellandosi alla madre patria che dopo anni di pugno duro stava trattando una soluzione di uscita che nessun militare poteva trovare onorevole. Il Comandante, in nome della vecchia amicizia, appoggiò inizialmente l'amico, ma dopo un rapido rovescio della situazione, gli girò le spalle. I golpisti furono tutti processati con pesanti condanne e il Comandante porta con sé il peso di quel tradimento.
Svelata la sua condizione al medico, ora è chiaro che quest'ultima missione è un pretesto per poter avvicinare il vecchio amico, ora capitano di un grande peschereccio, lo Shamrock III che opera nelle acque di Terranova, per un estremo saluto.
In effetti le due grandi navi si sfioreranno e il Comandante potrà salutare il vecchio amico in una fredda e laconica comunicazione radio, prima di far ritorno a Lorient, non prima di aver lasciato il comando al suo secondo, in quanto ormai incapace di esercitare le sue funzioni a pieno, essendo la malattia sempre più incombente e spietata.

## Produzione
Da veterano della Marine Nationale, Schoendoerffer chiese ed ottenne la massima collaborazione del corpo militare francese per la realizzazione del suo film. La Jauréguiberry era effettivamente in servizio quando vennero svolte le riprese, nell'inverno tra il 1976 e il 1977, venendo disarmata nel settembre seguente, dopo più di venti anni di servizio come mezzo di scorta, come viene rappresentata nella pellicola.

## Riconoscimenti
- Premi César 1978
  - miglior attore a Jean Rochefort
  - miglior attore non protagonista a Jacques Dufilho
  - miglior fotografia a Raoul Coutard